# Wolfram SystemModeler
Wolfram System Modeler ist eine von Wolfram MathCore entwickelte Softwareplattform zur Modellierung und Simulation physikalischer Systeme, basierend auf der objektorientierten Modellierungssprache Modelica.
Wolfram System Modeler kommt vor allem in der Technik und im Ingenieurwesen sowie in den Life Sciences zum Einsatz.
Wolfram System Modeler verfügt über eine interaktive graphische Modellierungs- und Simulationsumgebung und eine benutzerdefinierbare Sammlung von eingebauten Komponentenbibliotheken. So lassen sich mechanische, elektrische, chemische, biologische und thermodynamische Subsysteme miteinander kombinieren. Die erstellten statischen Modelle der Systeme lassen sich anschließend durch Simulation auf ihre Praxistauglichkeit testen.
Durch Integration mit dem  Computeralgebrasystem Mathematica können Nutzer, die über beide Softwarepakete verfügen, ihre Wolfram System Modeler-Modelle in Mathematica-Notebooks entwickeln, simulieren, dokumentieren und analysieren.

## Modellierung und Funktionsweise
Einige der Features von Wolfram System Modeler:
- Verwendung der nicht-proprietären objektorientierten, gleichungsbasierten Modellierungssprache Modelica.
- Graphische Oberfläche zur Modellierung mittels Drag-and-Drop.
- Textbasierte Oberfläche zur Modellierung, Simulation, Dokumentation und Analyse mit Modelica auf der Basis von Gleichungen.
- Akausale (komponentenbasierte) und kausale (blockbasierte) Modellierung
- Multidomänenmodellierung in den Bereichen:
- eindimensionale und dreidimensionale Mechanik
- Elektrik
- Hydraulik
- Thermodynamik
- Regelungstechnik
- Systembiologie
- Integration mit Mathematica zur mühelosen Analyse und Dokumentation von Modellen und Simulationen.

## Versionen
Ursprünglich wurde Wolfram System Modeler von MathCore Engineering als MathModelica entwickelt, bevor die Firma von Wolfram Research am 10. März 2011 übernommen wurde MathModelica wurde am 23. Mai 2012 als Wolfram System Modeler mit verbesserter Integration mit Wolframs Mathematica-Software veröffentlicht. Wolfram System Modeler erhielt die Versionsnummer 3, um auf diesen historischen Hintergrund hinzuweisen. Die vorige Version 1 war nicht erwerblich.

## Entwicklungsgeschichte
| Name/Version          | Datum            |
| --------------------- | ---------------- |
| System Modeler 1.0    | März 2011        |
| System Modeler 3.0    | Mai 2012         |
| System Modeler 4.0    | Juli 2014        |
| System Modeler 4.0.1  | September 2014   |
| System Modeler 4.1    | März 2015        |
| System Modeler 4.2    | Dezember 2015    |
| System Modeler 4.3    | 25. Oktober 2016 |
| System Modeler 5.0    | 25. Juli 2017    |
| System Modeler 5.1    | März 2018        |
| System Modeler 12     | April 2019       |
| System Modeler 12.1   | März 2020        |
| System Modeler 12.2   | Dezember 2020    |
| System Modeler 12.3   | Mai 2021         |
| System Modeler 13.0   | Dezember 2021    |
| System Modeler 13.1.0 | Juni 2022        |
| System Modeler 14.0   | Januar 2024      |
| System Modeler 14.1.0 | Juli 2024        |
| System Modeler 14.2.0 | Januar 2025      |

## Lizenzierung
Wolfram System Modeler ist eine durch Betriebsgeheimnis und Urheberrecht geschützte proprietäre Software.